# Torre de vigilancia Desert View
La torre de vigilancia Desert View
  (en inglés: Desert View Watchtower) es una estructura de piedra de 21 metros de alto, situado en el borde sur del Gran Cañón en el parque nacional del Gran Cañón en Arizona, Estados Unidos. La torre está situada en Desert View, más de 20 millas (32 kilómetros) al este de la principal zona en el Grand Canyon Village, hacia la entrada este del parque. La estructura de cuatro pisos, terminada en 1932, fue diseñada por la arquitecta estadounidense Mary Colter, una empleada de la Fred Harvey Company, que también creó y diseñó muchos otros edificios en la zona del Gran Cañón.